# Cederberg
Cederberg är dels ett namn på en utslocknad adelsätt, dels ett ofrälse efternamn.

## Den adliga ätten Cederberg
Den adliga ätten Cederberg härstammar från Per Sigfridsson som var handlare i Hudiksvall, vars son Erik Persson var bergsman i Falun och sedan handlare och direktör över vedkompaniet i Falun. Han var gift med Malin Bullernæsia, dotter till Olaus Andreæ Helsingius och Göli Jacobsdotter från Gävle. Gölin Jacobsdotter var sondotter till borgmästaren Bertil Larsson i Gävle och Malin Jacobsdotter (Grubb) som härstammade från Bureätten, och svärmor till Erik Eriksson Niurenius.
Erik Persson och Malin Bullernaesias barn antog namnet Brandberg. En av sönerna, juristen och ämbetsmannen Anders Brandberg, född 1647, adlades 1690 med släktnamnet Brandberg. Den adliga ätten Brandberg tillhör kategorin ointroducerad adel.  
Den äldste av sönerna, Peter Brandberg var jurist, ämbetsman och brukspatron på Engelsbergs bruk och adlades 1684 med namnet Cederberg. Ätten introducerades på nummer 1 063. Peter Cederberg var gift första gången med Maria Lammens, dotter till brukspatron Henrik Lemmens i Stockholm och Margareta Meijer, och andra gången med Althea Silfverström vars far var assessor. Ätten fortlevde en generation och slocknade på svärdssidan med Eric Cederström 1735. Han var överstelöjtnant i svensk och polsk tjänst. Den adliga ätten har dock många efterkommande via Althéa Maria Cederberg, som var gift Söderhielm.

## Personer med efternamnet Cederberg
- Agnar Cederberg (1901–1977), ämbetsman
- Anna Cederberg-Orreteg (född 1958), tonsättare, pianist, kördirigent
- Annmarie Cederberg (född 1935), friidrottare (sprinter)
- Arno R. Cederberg (1885–1948), finländsk historiker
- Axel Cederberg (1837–1913), ingenjör, politiker och ämbetsman

- Björn Cederberg, flera personer
  - Björn Cederberg (journalist) (född 1955), journalist och författare
  - Björn Cederberg (kartläsare) (född 1937), kartläsare inom rally

- Catharina Cederberg (1794–1838), skådespelare och operasångerska, sopran
- Christina Margareta Cederberg (1786–1858), skådespelare och teaterdirektör

- David Cederberg (1885–1956), teckningslärare och konstnär

- Eric Cederberg (1897–1984), konstnär

- Johan Antero Cederberg (1852–1915), finländsk präst och kyrkohistoriker
- Jörgen Cederberg (1931–2008), radioproducent, regissör och programledare
- Jörgen Cederberg (ämbetsman) (född 1970), ämbetsman

- Karl Cederberg (1861–1904), landskapsmålare

- Lauri Cederberg (1881–1943), finländsk jurist

- Mattis Cederberg (född 1971), musiker, kompositör och formgivare
- Micke Cederberg (född 1964), svensk musikredaktör och radioprogramledare

- Robin Cederberg (född 1983), svensk fotbollsspelare

- Ulrik Cederberg (1843–1912), svensk musikpedagog